# Wang Bingyu
Wang Bingyu (n. 7 iulie 1984, Harbin, Republica Populară Chineză) este o jucătoare de curl ce a reprezentat Republica Populară Chineză, medaliată olimpică. A participat la 3 ediții ale Jocurilor Olimpice (2010, 2014, 2018) în care a câștigat o medalie de bronz.